# Tombense Futebol Clube
Maillots
Actualités
Le Tombense Futebol Clube, également connu sous le nom de Tombense, est un club brésilien de football fondé en 1914 et basé dans la ville de Tombos, dans l'État du Minas Gerais.
Le club joue ses matchs à domicile au Stade Antônio Guimarães de Almeida, et joue actuellement dans le championnat du Minas Gerais.

## Histoire
Le club est fondé le 7 septembre 1914. Durant sa période amateure, le Tombense se démarque en remportant le championnat Zona da Mata Mineira en 1935, face au Tupi de Juiz de Fora.
En 1999, la société Brazil Soccer commence à diriger le Tombense pour le professionnaliser et améliorer les équipements.
Il remporte le Championnat du Minas Gerais D2 à deux reprises, en 2002 et 2006.
En 2014, le club remporte son premier titre national avec le Championnat du Brésil D4.
En 2021, l'équipe est finaliste pour le titre de Serie C, en tant que vice-champion elle est promue la première fois en deuxième division. Pour sa première saison au deuxième échelon le club arrive à se maintenir avec une 15e place.

### Rivalité
Le Tombense entretient principalement des rivalités deux autres équipes de la région, à savoir le Boa Esporte et le Tupi.

## Stades
Le club joue ses matchs à domicile au Stade Antônio Guimarães de Almeida, surnommé l'Almeidão et doté de 3 050 places. Il utilise également le stade Soares de Azevedo, à Muriaé, avec une capacité de 13 971 places car son stade ne répond pas aux critères de la Serie B.

## Palmarès
| \| - Championnat du Brésil D4 (1) : - Champion : 2014. - Championnat du Minas Gerais : - Vice-champion : 2020. \| \| - Championnat du Minas Gerais D2 : - Vice-champion : 2012[5]. - Championnat du Minas Gerais D3 (2) : - Champion : 2002 et 2006. - Vice-champion : 2009. \| |  | |
| - Championnat du Brésil D4 (1) : - Champion : 2014. - Championnat du Minas Gerais : - Vice-champion : 2020. |  | - Championnat du Minas Gerais D2 : - Vice-champion : 2012. - Championnat du Minas Gerais D3 (2) : - Champion : 2002 et 2006. - Vice-champion : 2009. |

## Personnalités du club

### Présidents
- Lane Gaviolle

### Entraîneurs
| - Ramon Menezes (novembre 2017 - juillet 2018) - Eugênio Souza (juillet 2018 - décembre 2018) - Ricardo Drubscky (décembre 2018 - juillet 2019) | - Eugênio Souza (juillet 2019 - septembre 2020) - Julinho Camargo (septembre 2020 - janvier 2021) - Bruno Pivetti (janvier 2021 - ) |

### Anciens joueurs
| - Alessandro Nunes - Anderson Bamba - Cícero - Chris | - Jonathan Reis - Júnior Negrão - Victor |